# منتخب سان مارينو للكرة اللينة للسيدات
منتخب سان مارينو للكرة اللينة للسيدات  هو ممثل سان مارينو الرسمي في المنافسات الدولية في الكرة اللينة للسيدات .